# 殷因
殷因（英語：YinYin，？—）是臺灣的漫畫家與插畫家，國立臺灣藝術大學視覺傳達設計學系畢業。2009年開始於《CCC創作集》連載，也是小說《噩盡島》封面插圖和漫畫版繪者。

## 簡歷
- 2008年以《寓樂園》入圍2008女性影展短篇動畫。
- 2011年獲選參與法國香貝里漫畫節-台灣漫畫主題館[3]。
- 2012年獲選參展法國安古蘭國際漫畫節台灣館[4]。
- 2012年以《上上籤》獲文化部第三屆金漫獎最佳新人獎優勝[5]。

## 作品一覽

### 漫畫
- 短篇〈永生草〉2009發表於《CCC創作集》第一期[6]。
- 連載〈上上籤〉系列（2009～2011年，發表於《CCC創作集》第二期~第五期）。
- 單行本《上上籤》（2011年 蓋亞文化出版 ISBN 9789866157554）。
- 連載〈潛向琉璃海〉發表於《未來少年月刊》[7]。
- 單行本《噩盡島（漫畫）第一集》（2012年 原動力文化出版 ISBN 9789866081132）。
- 漫畫《給中學生的時間管理術：一輩子都要擁有的時間掌握力，現在開始學習！》(作者：謝其濬 2013年 天下雜誌出版 ISBN 9789862416983)
- 單行本《噩盡島（漫畫）第二集》（2013年 原動力文化出版 ISBN 9789866081187）。

### 插畫
- 2009 《大海深深藍藍的》封面發表於《CCC創作集》第三期[8]。
- 2009~2010《噩盡島》系列封面插畫[9]。
- 2011〈提琴理想國〉發表於奇美名琴數位典藏推廣計畫[10]與《CCC創作集》第四期[11]。
- 2011〈湖心亭今與昔〉發表於《CCC創作集》第五期[12]。
- 2012〈踏雪尋桐〉發表於《CCC創作集》第八期[13]。
- 2012〈用鏡頭捕捉大稻埕〉發表於《CCC創作集》第十期[14]。
- 2013〈搶救黃金六十秒〉與《飄丿男子漢》封面發表於《CCC創作集》第十三期[15]。
- 2013 《天夜偵探事件簿》系列封面插畫[16]。
- 2013 《眼見為憑》系列封面插畫[17]。
- 2014〈重返珊瑚海〉APP 插畫[18]。
- 2014〈嬌柔嫩滴妃子笑〉發表於《CCC創作集》第十八期[19]。
- 2015《鬼道少女》系列封面插畫[20]。
- 2015〈曾經丰神飄灑－日治時代歌舞伎〉發表於《CCC創作集》第二十期[21]。

### 同人誌
- 2008《奔向地球本1》(Star Light)。
- 2009《奔向地球本2》(Blue Season)。
- 2009《魔王花嫁》初音音樂合同本，合著者:古怪Kokai。
- 2009《雪地太陽花》APH露中本。
- 2011《潛向琉璃海》原創短篇。
- 2012《Ghost Graffiti Gallery 鬼塗鴉畫廊》GGG合本。
- 2012《第一次穿Lolita就失手》Lolita服飾推廣本，合著者:古怪Kokai。
- 2014《珍珠的秘密》原創短篇。
- 2015《同醉風霜》 刀劍亂舞衍生。
- 2015《初戰》 刀劍亂舞衍生。

## 外部連結
- YinYin （页面存档备份，存于）